# 佐川バイパス
佐川バイパス（さかわバイパス）は高知県佐川町上郷から同町柳瀬に至る、延長2.6 km（キロメートル）の国道33号バイパスとして建設された道路で、交通混雑の緩和及び交通安全の確保を目的としたものである。旧道は佐川町内の人家密集区間を通過しており幅員が狭く線形も悪く交通障害をまねいていた。

## 概要
- 起点：佐川町上郷[1]
- 終点：佐川町柳瀬[1]
- 延長：2.6 km[1]
- 車線数：完成2車線[1]

## 沿革
- 1967年（昭和42年） 事業化[1]
- 1970年（昭和45年） 用地着手[1]
- 1971年（昭和46年） 工事着手[1]
- 1974年（昭和49年） 2月 供用[1]

## 通過市町村
- 佐川町

## 当該道路の位置関係
- （松山方面） - 国道33号
- （高知方面） - 国道33号

## 主な構造物
- 柳瀬川橋 - 延長234 m[1]

- 佐川トンネル - 延長230 m[1]